# ایشبولدینو
ایشبولدینو (به لاتین: Ishbuldino) یک منطقهٔ مسکونی در روسیه است که در باشقیرستان واقع شده‌است.